# Cuestión de Tacna y Arica
La Cuestión de Tacna y Arica o Caso Tacna-Arica es la denominación que recibe el problema del cumplimiento el Tratado de Ancón (1883), que establecía que Tacna y Arica estarían en posesión de Chile por el plazo de diez años hasta que se determinara su destino mediante un plebiscito. Este nunca se realizó y la cuestión se prolongó hasta 1929, con la firma del Tratado de Lima, que estableció la reincorporación de Tacna al Perú, mientras que Arica permanece bajo la soberanía chilena hasta la actualidad.

## Negociaciones antes de 1894
El Tratado de Ancón fue firmado el 20 de octubre de 1883, y según se dijo en ese momento, el plebiscito debía realizarse aproximadamente en marzo de 1894. No se realizó en esa fecha ni se realizaría nunca.

Artículo 3º: El territorio de las provincias de Tacna y Arica, que limitan por el norte con el río Sama, desde su nacimiento en las cordilleras limítrofes con Bolivia hasta su desembocadura en el mar; por el sur, con la quebrada y río de Camarones; por el oriente, con la república de Bolivia; y por el poniente con el mar Pacífico, continuará poseído por Chile y sujeto a la legislación y autoridades chilenas durante el término de diez años, contado desde que se ratifique el presente tratado de paz. Expirando este plazo, un plebiscito decidirá, con votación popular, si el territorio de las provincias referidas queda definitivamente del dominio y soberanía de Chile, o si continúa siendo parte del territorio peruano. Aquel de los dos países a cuyo favor queden anexadas las provincias de Tacna y Arica, pagará al otro diez millones de pesos moneda chilena de plata o soles peruanos de igual ley y peso de aquella
Tratado de Ancón de 1883

Tacna y Arica eran ciudades peruanas, que vivían una de la otra y eran centro comercial, político y administrativo de la zona sur del Perú. En el Perú eran llamadas las "cautivas".
A inicios de 1893 el ministro peruano José Mariano Jiménez pide a Chile la realización del plebiscito en cumplimiento del Tratado de Ancón. El Perú sostenía que el tratado otorgaba a Chile diez años de administración, y por tanto luego de este tiempo las provincias volvían a la administración peruana quien debía dirigir el plebiscito.
El Perú propone en agosto de 1893, enmarcada dentro del plebiscito propuesto por el Tratado de Ancón, en caso de ganar el Perú ofrecía a Chile ventajas aduaneras. Chile también rechazo la propuesta.
El Perú propone a finales de 1893, que el plebiscito se debía realizar el 28 de marzo de 1894, y de no realizarse, una potencia amiga debería arbitrar a quién le correspondería la posesión material de las provincias. Chile no responde a la propuesta peruana.
Las propuestas peruanas hizo ver a Chile la posición precaria en la que se encontraba en caso de realizarse un plebiscito en Arica y Tacna. Las autoridades chilenas comenzaron a diseñar estrategias ante la perspectiva cada vez más cercana de la realización del plebiscito a que se refería el Tratado de Ancón.
A principios de 1894 se empezó a discutir la forma del plebiscito. Se enfrentaron las posiciones peruanas y chilenas en dos temas clave, a quien entregar el Voto (Elecciones) y las indemnizaciones y ocupaciones.
Sobre el voto no había consenso. Chile insistía en que era necesario como requisito para votar saber leer y escribir, lo que excluía a una numerosa masa indígena peruana. El Perú, por su parte, no quería que votaran los solteros y los que no tuvieran residencia estable, lo que perjudicaría a Chile.
En el tema de las indemnizaciones y ocupaciones, hubo acuerdo en que cada el país que perdiera se quedaba con alguna porción del territorio en disputa y, ante tal situación se debía reducir el monto de la indemnización, pues no se perdería el territorio completo.
La propuesta del Perú era que: si Chile perdía, la frontera sería la ribera norte de la quebrada de Vítor en Arica. Si Perú perdía, la frontera sería la ribera sur de la quebrada Quero en Arica. El perdedor pagaría 7.000.000 de pesos, en lugar de los 10.000.000 originales.
La propuesta de Chile era realizar el plebiscito solo en la región Camarones-Vítor, y la indemnización bajaba a 4.000.000 pesos.
Finalmente no se llegó a un acuerdo para realizar el plebiscito.

## Negociaciones después de 1894

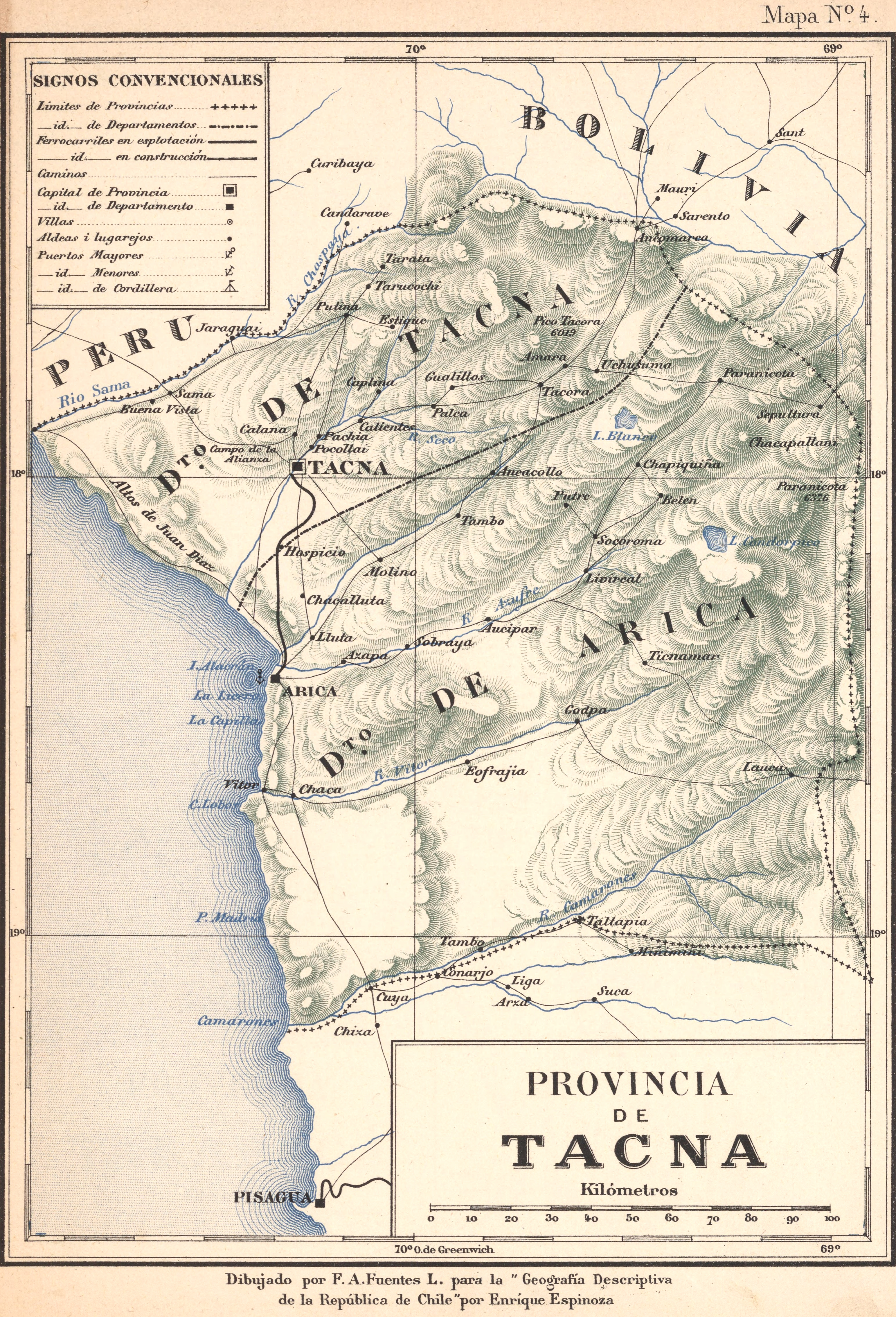
Tacna y Arica hacia 1895 según la "Geografía descriptiva de Chile".

Chile hace una propuesta al Perú fuera del Tratado de Ancón, intentando que Perú entregara las regiones sin plebiscito pagándosele una indemnización de 14.000.000 pesos más la devolución del Monitor Huáscar. Si el Perú insistía con el plebiscito el plan chileno era reclamarle además 5.000.000 de pesos por los reclamos hechos por chilenos perjudicados durante la Guerra del Pacífico.
Chile amenazó con ceder sus derechos en el Tratado de Ancón a Bolivia, lo que en conjunto con lo anterior, se transformaba en una fuerte presión para entregar las ciudades sin plebiscito.

### Negociaciones Zevallos-Lira
El Perú se negó rotundamente a este trato, y en una nueva ronda de negociaciones en agosto de 1895, el embajador chileno Máximo Lira empezó a exigir garantías peruanas para el pago de la indemnización para forzar la entrega de las ciudades sin plebiscito.
El Perú dio varias garantías monetarias, pero ninguna fue aceptada por Chile.
El canciller peruano Ricardo Ortiz de Zevallos propuso una solución, si Perú no pagaba una indemnización en un plazo dado, las ciudades serían devueltas. Lira se interesó mucho en el asunto, pero la propuesta fue desautorizada por el gabinete peruano.
En 1896, los dos gobiernos suspendieron las negociaciones, culpándose mutuamente del fracaso de ellas. La amenaza de entregar los derechos del Tratado de Ancón a Bolivia estaba enmarcada en la llamada política boliviana que pretendía acercar Chile hacia Bolivia. Chile cedía a Bolivia una porción de mar, si ganaba las provincias ocupadas y, además Chile ganaba un aliado internacional y un amplio mercado para sus negocios.

### Negociaciones Billinghurst-Latorre
Luego el presidente Nicolás de Piérola Villena, encarga a Guillermo Billinghurst a buscar un acuerdo con Chile y firman el protocolo Billinghurst-Latorre, que acordaba realizar el plebiscito según bases arbitradas por la reina de España.
El 26 de septiembre de 1898 se recibía la noticia en Tacna y Arica que el gobierno de Chile devolvería las provincias de Tacna y Arica, pero que estaba pendiente la aprobación del congreso chileno.

La manifestación hecha por el pueblo ariqueño el día de anteayer, pone una vez más de manifiesto cuánto anhela por conseguir pronto su libertad. La noticia de la aprobación del protocolo Billinghurst Latorre por la Cámara de Diputados, en Chile...Desde ese momento, todo fue alegría, se sucedían los vivas al Perú, en medio de un atronador ruido producido por el sinnúmero de cohetes que se quemaban en toda la población, así como las campanas echadas al vuelo. En la noche se verificó una hermosa procesión cívica con la banda del pueblo a la cabeza y llevando una bandera peruana. Ésta terminó después de recorrer las principales calles de la población en la plazuelita que existe en la calle del 28 de julio, donde se obsequió al pueblo con vino y cerveza, hasta las doce de la noche que se disolvió
diario peruano "Morro de Arica". 28 de septiembre de 1898

Pero el congreso chileno retardó interminablemente el protocolo, lo que concluyó con su rechazo en la cámara.
A esa fechas las autoridades chilenas habían empezado a diseñar el plan que se conocería luego como la "Chilenización de Tacna y Arica" para que ante un plebiscito la población chilena de la zona sea mayor. Las marchas y contramarchas en el campo diplomático chileno, buscaban ganar tiempo para "chilenizar Tacna y Arica".

## Negociaciones después de 1900

### El plan de chilenización
Paralelamente a las negociaciones, el Gobierno chileno iniciaba una política de chilenización de las provincias en disputa. Para dar algunos ejemplos, la Corte de Apelaciones de Iquique creada en 1884 fue trasladada a Tacna en 1887; se destinaron fondos para edificios públicos; se cerraron todas las escuelas peruanas, ubicadas en las localidades de Codpa, Belén, Estique, Socoroma, Para, San Miguel de Azapa, Calana, Pachía, Tarata, Putre, Tacna, Arica y Livílcar.

Después de quince años nos hemos acordado de que debíamos chilenizar a Tacna y Arica, es decir, que debíamos ganarla por bien para nuestro territorio [...] era justo y correcto suprimir las escuelas que mantenía el gobierno peruano [...] correcto y legal era suprimir las que públicamente mantenía un gobierno extranjero y someter el resto a planes y textos chilenos; pero no suprimirlas todas. Esas maestras y maestros no dejarán de enseñar ahora en casas particulares y su enseñanza no será ciertamente favorable a Chile
 diario chileno "La Unión" de Valparaíso. enero de 1901

El 14 de noviembre de 1900, la medida fue reclamada por el canciller Enrique de la Riva Agüero y el cónsul peruano en Santiago, Cesáreo Chacaltana.
La respuesta chilena fue: "La cámara acuerda que se envíen los antecedentes al ejecutivo, a fin de que se inicien nuevas gestiones para dar cumplimiento a la clausula 3° del tratado de Ancón". Se puede decir que Chile estaba ganando tiempo para la chilenización, por lo que Chacaltana protestó y presentó su carta de retiro. Las relaciones diplomáticas se habían quebrado. Era ya el año 1901.
El gobernador chileno Manuel Montt, prohíbe las celebraciones de la Independencia del Perú el 28 de julio de 1900. El diario peruano Morro de Arica publicaba: "Hoy no celebraremos el aniversario de nuestra emancipación política con el esplendor de otros años, contentándonos con levantar un altar a la patria en lo más recóndito de nuestros corazones y en el silencio que se nos ha impuesto".
En 1901, con esta restricción, la "Sociedad de Auxilios Mutuos El Porvenir" de Tacna pide al intendente de Tacna, Salvador Vergara, le brinde permiso para realizar una ceremonia de bendición de la nueva bandera de la institución. Con el permiso, el 28 de julio de 1901 se realiza la primera Procesión de la Bandera.

### Negociaciones Huneeus-Calderón (1905)
Las relaciones diplomáticas se vinieron a reanudar como consecuencia del convenio entre Chile y Bolivia, que estipulaba la construcción del ferrocarril Arica-La Paz. Perú reclamó frente a esto porque significaba ejercer soberanía, cuando lo único que tenía era la posesión, que debía ser convalidada con el plebiscito. Respondió Chile que "eran tan soberanos de Tacna y Arica como de Santiago", mientras no existiese plebiscito. El Perú se basaba en el Tratado de Ancón y que la administración chilena solo era legal por diez años: "El territorio de las provincias de Tacna y Arica...continuará poseído por Chile y sujeto a la legislación y autoridades chilenas durante el término de diez años".
Con ello se reinician las negociaciones y el Perú envió a un nuevo ministro a Chile, Manuel Álvarez Calderón.
Álvarez Calderón aceptó la propuesta chilena de ampliar el plazo del plebiscito por cinco años, pero como esto traía implícita la chilenización, pidió que se establecieran previamente las formalidades plebiscitarias, mediante arbitraje de una potencia amiga. El ministro chileno de relaciones Antonio Huneeus, rechazó esta propuesta.
Luego Álvarez Calderón propuso un receso de dos años y después el arbitraje, lo cual también rechazó Chile. Se cerró el año 1905, sin ningún avance.
El presidente chileno Germán Riesco Errázuriz nombra intendente de Tacna a Máximo Lira, quien aceleró el proceso de chilenización, terminando con los conflictos entre los mismos chilenos.

### Negociaciones Seoane-Puga (1907-1908)
Siguieron las conversaciones entre los nuevos ministros Federico Puga Borne de Chile y Guillermo Seoane del Perú, proponiendo el ministro chileno una serie de cuestiones previas a la definición sobre el modelo del plebiscito.
El Perú rechazó las cuestiones previas ya que el plebiscito era lo fundamental y lo primordial, después podría tratarse lo demás.
Entonces se empezó a discutir cómo ejecutar el plebiscito, el Perú quería realizarlo inmediatamente después de ratificado el protocolo, mientras que Chile quería esperar seis meses, lo que convenía a su política de chilenización, ya en curso.
Con referencia a los votantes, el Perú excluía a los extranjeros, funcionarios públicos y soldados de la región y Chile negaba el voto a los analfabetos y a lo oriundos de Tacna y Arica que no viviesen en ellas. Acordaron inscribir a los votantes, sufragar y escrutar, habría un representante de Chile, uno del Perú y uno de una potencia neutral. Pero Chile reclamó presidir los citados organismos.
El avance de la chilenización de Tacna y Arica que incluía la inversión de 1.000.000 pesos al fomento agrícola e industrial se usaron para mejorar la prefectura policial chilena y las instalaciones del diario chileno "El Pacífico" y otras obras públicas.
Pero lo grave para las relaciones sería el caso de los curas peruanos.

### El caso de los sacerdotes peruanos
En lo eclesiástico Tacna y Arica dependían de la diócesis de Arequipa, por lo que los sacerdotes de ambas ciudades, eran peruanos. Estos se encargaban de mantener el patriotismo peruano, impidiendo la acción de la "chilenización". Tratando de neutralizar esto, Chile envió curas propios a las ciudades.
Las parroquias peruanas de Tacna y Arica además llevaban el registro de los nacidos y bautizados en la región por lo que los archivos baustimales fueron custodiados por los curas con el fin de utilizarlos en el momento de realizarse el plebiscito.
Pero el clero chileno necesitaba ejercer su acción con el permiso del titular de la diócesis peruana, Mariano Holguín, quien se las negó. Chile empezó a gestionar ante la Santa Sede para poder dar el visto bueno a los curas chilenos pero la Sede Pontificia, se negó a actuar.
Chile entonces dio una solución de fuerza; invocó el derecho de patronato heredado de los reyes de España que les daba la facultad, de dar la aprobación para que los religiosos pudieran ejercer sus cargos. Invocando este decreto se clausuraron todas las iglesias parroquiales. Se realizó una excepción con la de Tacna, cuyo pastor José Félix de Andía era estimado por chilenos y peruanos. Muerto él, se clausuraría también esta parroquia.
Los prelados peruanos siguieron haciendo su servicio de forma precaria, en casas particulares y oratorios privados, por lo que el Gobierno chileno decretó la detención y expulsión de todos los curas peruanos.
Todo lo anterior ocurría el año 1909, año en que las ciudades de Tacna y Arica quedaron sin servicio religioso, lo que causó nuevamente el rompimiento de las relaciones diplomáticas entre los dos países.

## Negociaciones después de 1910

Mapa del Perú, 1913

### Ligas patrióticas chilenas
En 1909 se crearon organizaciones civiles ultranacionalistas chilenas, denominadas ligas patrióticas, con nombres tales como Mano Negra, Mazorqueros, Sociedad Estrella de Chile, Liga Patriótica de Tacna, persiguieron a los peruanos, incendiando casas, escuelas, diarios, clubes, comercios. Los paramilitares, bajo un supuesto amparo del gobierno, cometieron asesinatos,, desapariciones,
Este hecho motivó un nuevo rompimiento de las relaciones diplomáticas entre Chile y Perú. y expulsaron a habitantes peruanos. Promovieron sus acciones a través de pasquines tales como El Eco Patrio, La Liga Patriótica, El Chileno, El Lucas Gómez.
El 18 de julio de 1911, cerca de ochocientos jornaleros chilenos que trabajan en el ferrocarril Arica-La Paz, se encontraban en Tacna quienes asaltaron y destruyeron en cuatro horas, los diarios peruanos La Voz del Sur y El Tacora, luego entraron al Club de la Unión donde destruyeron el local. La familia Freyre acusa del hecho al abogado Salvador Allende Castro. El diario peruano El Morro de Arica publicado hasta 1911 fue cerrado por la administración chilena.
El gobierno de Chile intentó disolver estas organizaciones en 1912, pero no logró su objetivo.

### Negociaciones Huneeus-Valera
El Perú expuso el caso de Tacna y Arica en foros internacionales como en la Segunda Conferencia Panamericana (México, 1901-1902) y en el Congreso Bolivariano de Caracas (1911).
En El Callao en 1912, se produjo una reyerta entre marineros chilenos desembarcados y peruanos de la zona, hubo muertos y heridos. El Perú indemnizó a todos los afectados, incluyendo a los chilenos.
El presidente peruano Guillermo Billinghurst, ariqueño, dio amplias facultades a su canciller Valera para dar a Chile una solución que le sería atractiva. La propuesta peruana recogía las sugerencias chilenas y era la siguiente: (1) Postergación del plebiscito hasta 1933. (2) Las mesas receptoras los formarían cinco miembros: dos de cada país y el presidente de la Corte Suprema chilena. (3) Los votantes serían los nacidos en la zona, y los chilenos y peruanos residentes en ella por lo menos tres años, además de tener que saber leer y escribir. (4) 500 000 libras esterlinas pagaría Chile por concepto de indemnización por la postergación.
En Chile fue rechazado, a pesar de lo favorable para este país, lo cual causa el retiro del canciller Antonio Huneeus. En el Perú, Guillermo Billinghurst fue derrocado el 4 de febrero de 1914, por un golpe militar dirigido por el coronel Oscar R. Benavides.

## El plebiscito

### Intervención del presidente Woodrow Wilson
Después de la Primera Guerra Mundial, el presidente estadounidense Woodrow Wilson, preconizaba un nuevo orden mundial fundado en diversas virtudes, entre ellas la justicia y la autodeterminación de los pueblos.
Con esta tesis, el 27 de diciembre de 1919 Perú declara que Chile no había respetado el Tratado de Ancón y por lo tanto era nulo y Tacna, Arica y Tarapacá debían volver al Perú.
Perú requirió a Wilson para que se dedicara al asunto del Tratado de Ancón con Chile, haciendo el presidente estadounidense un llamado a ambas naciones para que restablecieran relaciones diplomáticas. Ofreció la ayuda de Estados Unidos para servir de árbitro.
Chile aceptó que se arbitraran detalles de forma, a lo que añadía también consultas separadas en las dos ciudades.
Paralelamente, presentaba Perú sus demandas contra Chile en la Sociedad de Naciones. El Gobierno de Lima solicitaba revisar el Tratado de Ancón respecto de Tacna y Arica, por haber sido incumplido por Chile en lo referente a la cuestión plebiscitaria en ambas ciudades.

### Arbitraje del presidente Calvin Coolidge

Mapa explicativo de la Cuestión de Tacna y Arica y su posterior solución, este incluye el caso paricular de Tarata.

En enero de 1922 Estados Unidos invitan a Perú y Chile a reanudar las conversaciones. Perú y Chile aceptan su arbitraje y convienen resolverlo con el presidente Warren G. Harding.
Se reunieron en Washington del 15 de mayo al 20 de julio de 1922. El acuerdo al que llegaban ambos países es realizar lo estipulado en el artículo III del Tratado de Ancón y que las diferencias las resuelva el presidente de Estados Unidos de América.
El tarapaqueño Ezequiel Ossio junto a Isaac Alzamora y Víctor Andrés Belaúnde, solicitan al presidente Harding declare la nulidad del Tratado de Ancón ya que contenía múltiples violaciones del Derecho de Gentes.
En 1925 el árbitro presidente Calvin Coolidge expide el fallo final y sostiene que el Tratado de Ancón esta vigente, que el plebiscito debe realizarse, que Tarapacá está fuera de controversia y se devuelva la provincia de Tarata al Perú. El arbitraje otorgó derecho a voto a todos los nacidos en Tacna y Arica, así como a los residentes hasta que se suscribiese el protocolo final en Washington D. C.

### El caso de la provincia de Tarata
A la firma de este tratado, el Departamento de Tacna contaba con tres provincias: Tacna, Arica y Tarata.
Dos años después de la firma del Tratado de Ancón, en 1885, Chile ocupó la Provincia de Tarata. El gobierno peruano protestó por esta acción, pues estimaba que no estaba de acuerdo con lo estipulado en el Tratado de Ancón. Chile replicó que el área estaba al sur del curso del río Sama que era el límite norte de la zona bajo administración chilena de acuerdo a dicho tratado.
En 1925, el árbitro Calvin Coolidge, presidente de los Estados Unidos, resuelve que la provincia de Tarata no estaba incluida en las disposiciones del Tratado de Ancón.
En Perú se forma la comisión para definir los límites de Tarata. La comisión estaba presidida por el ministro Raúl Porras Barrenechea y el comandante Osear Ordónez.
El 1 de septiembre de 1925, Chile devuelve a Perú la provincia de Tarata.

### Arbitraje de John J. Pershing

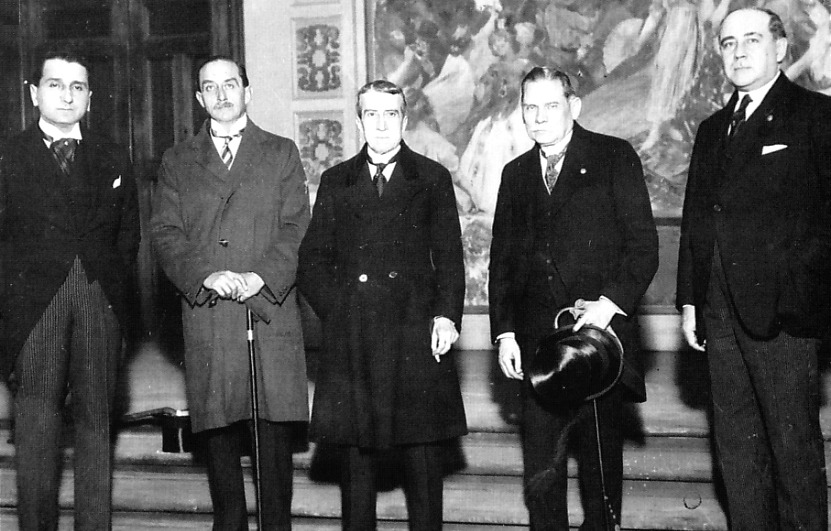
El presidente peruano Augusto B. Leguía (en el centro) y su canciller César A. Elguera (en el extremo derecho), con los delegados plebiscitarios peruanos de 1925 (de izquierda a derecha): Alberto Salomón, Manuel de Freyre y Santander y Anselmo Barreto.

El 4 de marzo de 1925 se crea la comisión integrada por Manuel de Freyre y Santander por el Perú, Agustín Edwards por Chile y John J. Pershing por Estados Unidos.
En Lima, intregrantes de la Sociedad Juventud Tacna, Arica y Tarapacá liderados por Carlos Jiménez Correa, José Jiménez Borja y Jorge Basadre realizaron publicaciones sobre los aspectos jurídicos del plebiscito. La comisión plebiscitaria peruana residía en la nave Ucayali que estaba frente al puerto de Arica. A bordo también se editaba La Voz del Sur suplemento del diario La Prensa de Lima.
En el puerto también se encontraba la nave estadounidense Rochester y las naves de guerra chilenas O'Higgins y Condell.
La campaña plebiscitaria chilena estaba liderada por Luis Barceló Lira, el general Fernández Pradel, y el activísimo Obispo Rafael Edwards. En los liceos, los estudiantes peruanos eran obligados a llevar un escarapela chilena y cantar el himno nacional chileno. La propaganda chilena la realizaba el diario El Pacífico y pasquines como "El Ajicito", "El Morro", "El Roto", "El Corvo", "El Plebiscito".
En esas fechas había cuatro veces más policías y soldados chilenos que hace dos años. Desde agosto de 1925, los hoteles debían reportar la lista de huéspedes a la policía chilena y para movilizarse en la zona, los peruanos debían de portar una tarjeta de permiso. Peruanos y estadounidenses eran vigilados por agentes chilenos.
Un grupo paramilitar chileno conocido como "Los Mazorqueros" organizaron sus cuarteles en Tacna, Para, Pachía, Pocollay, Piedra Blanca, Cerro Blanco, Calientes y Arica. Los peruanos eran expulsados y una cruz negra se pintaba en sus casas. En algunos comercios no se vendían productos a los peruanos.
Las celebraciones patrióticas peruanas estaban prohibidas en Tacna y Arica, mas no las de otros extranjeros, como los italianos. Estando la comisión peruana en Tacna, el Comandante Óscar Ordónez ordena celebrar el día de Santa Rosa el 28 de agosto de 1925 con una misa y el izamiento de la bandera peruana. El evento fue conocido en toda la región y la población peruana concurrió a este acto que no se realizaba desde 1901.
El 21 de octubre de 1925, Agustín Edwards escribe al canciller chileno que de darse el plebiscito en la situación actual, en Arica contarían con 800 votos y en Tacna con 400 votos.
La población peruana canalizó a través de Manuel Portocarrero las denuncias de intimidaciones, desapariciones y deportaciones. Portocarrero lleva estas denuncias a la comisión. En enero de 1925 el general Pershing expone a la Comisión Plebiscitaria que se han efectuado 710 deportaciones de peruanos como en la nave británica Ebro enviando a los peruanos al sur de Arica. El 2 de junio de 1926, el embajador estadounidense William Collier recoge la información que 250 peruanos de Tacna y Arica vivían en Santiago de Chile al ser obligados a unirse al ejército de Chile contra su voluntad. Las intimidaciones provocaron que otros se asilaran en la nave Ucayali, en la Delegación de límites, en Bolivia o al norte del río Sama en el Perú.
Esta situación llevó a los delegados estadounidenses a crear un Comité para recibir e investigar las denuncias y que no iban a respaldar un plebiscito anómalo. El Secretario de Estado Frank B. Kellogg pide a Pershing que no aplace el plebiscito y se realice aun en condiciones imperfectas. Pershing decide no avalar el plebiscito y pide su renuncia. Parte de Arica el 27 de enero de 1926.

Entre los elementos militares estacionados en Arica...(algunos) obedecían única y exclusivamente a inspiraciones directas de un cuerpo de Santiago...Si dar reiteradas órdenes e instrucciones de la Comisión Plebiscitaria se hubieran cumplido por esos recalcitrantes, no habrían tenido ni el General Pershing ni el General Lassiter motivo alguno para declarar que las condiciones reinantes en Tacna y Arica no permitían la celebración de un plebiscito libre y correcto.
Agustín Edwards. Los Once Meses de Arica.

### Arbitraje de William Lassiter

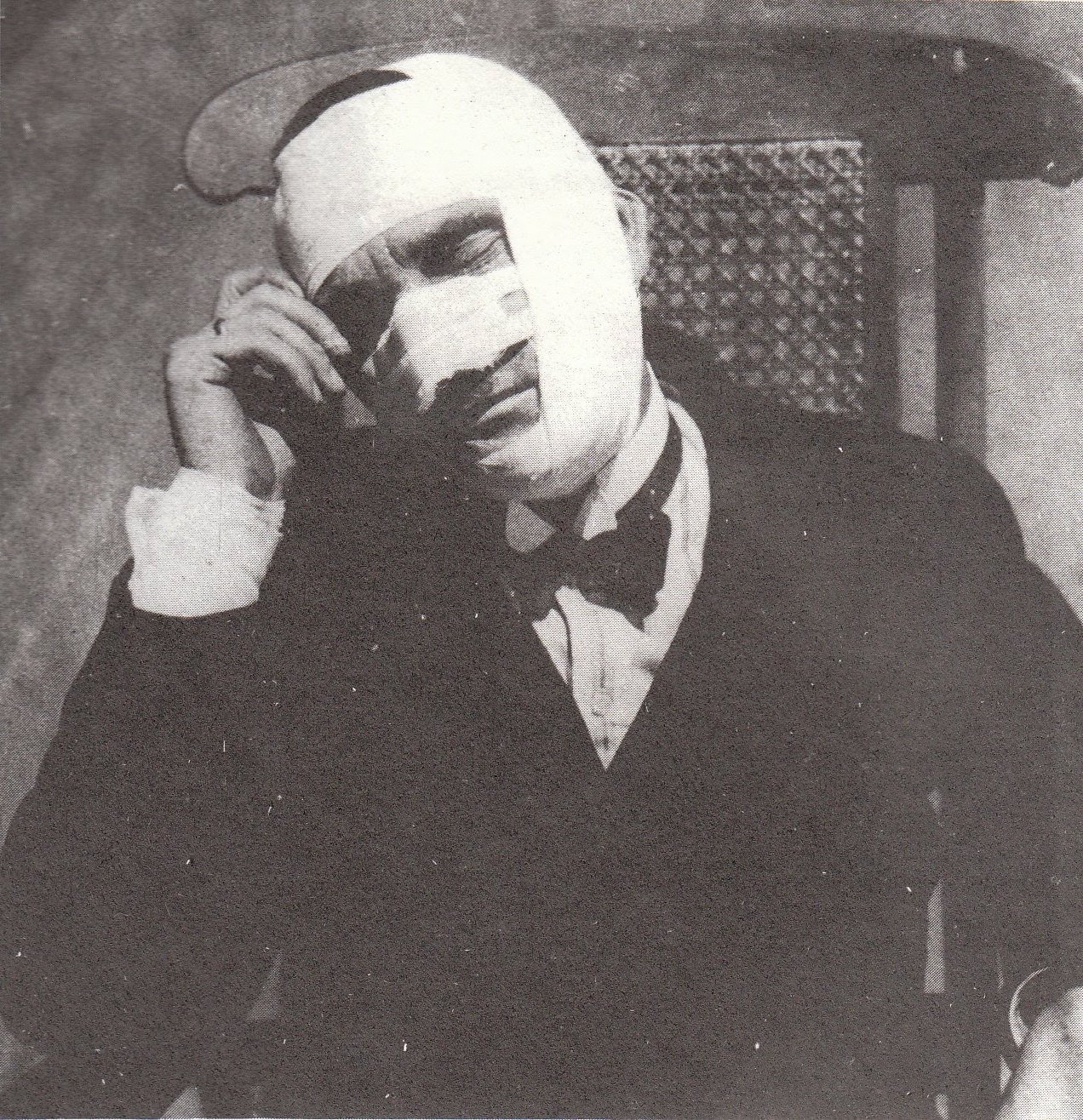
Jorge Basadre herido en mayo de 1926.

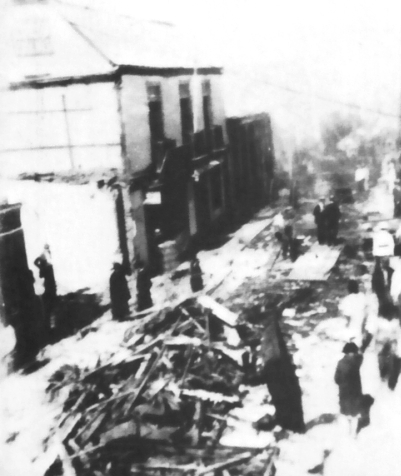
Registro de la violencia política entre nacionalistas chilenos y patriotas irredentistas peruanos de Tacna, durante los suceso de 1926. Archivo Departamental de Tacna.

El general Lassiter arriba a la zona el 1 de febrero de 1926
El 6 de enero de 1926 llegaron 30 tacneños repatriados y fueron atacados por 250 chilenos a la vista de 12 policías. En la estación del ferrocarril fueron atacados el doctor Emilio F. Valverde y el Jefe de la Marina Carlos Rotalde. Los responsables no fueron sancionados por el juez chileno Anguita. El 5 de marzo de 1926, en Tacna, el comité de propaganda peruano hizo un primer desfile con la bandera bicolor y el himno nacional. En la esquina de la línea del ferrocarril y la calle de Dos de Mayo fueron atacados por chilenos resultando 75 heridos. El desfile continuó por la calle San Martín.

Los sucesos del 6 de enero fueron particularmente graves. Muy seria responsabilidad recae en ellos sobre ciertos funcionarios policiales, que ya desde entonces aparecían ligados con el grupo que les dio una vez llegado al Poder, tanta autoridad y tantas oportunidades de lucir sus dotes...En los desórdenes del 5 de marzo apareció más oculta la mano del grupo que hacía política propia, siguiendo las inspiraciones de los conspiradores de Santiago...A lo menos hay fundamento para afirmar que los perpetradores inmediatos de los desórdenes de ese día contaron con su apoyo y fueron sus instrumentos
Agustín Edwards. Los Once Meses de Arica.

Las inscripciones se iniciaron el 27 de marzo. Contrario a los esfuerzos del delegado Agustín Edwards para realizar el plebiscito, el Gobierno de Chile realiza reuniones con la delegación estadounidense para dilatarlo. Además el Congreso de Chile ataca la labor pro-plebiscitaria de Agustín Edwards.
La violencia contra los peruanos continuaba. El 14 de mayo en Arica fueron atacados los juristas entre ellos Jorge Basadre. El 22 la violencia fue en Tacna. El 29 fue asesinado el peruano Manuel Espinoza Cuéllar. Lassiter pidió aplazar el acuerdo final argumentando que los gobiernos estaban acordando un convenio fuera del plebiscito. Los votantes peruanos habían dejado de acudir a los registros plebiscitarios.
Las inscripciones se ampliaron hasta el 21 de mayo.
El 9 de junio Agustín Edwards pidió que de todos modos se realice la votación.
Los delegados estadosunidenses Henry Stimson, William Dennis y Charles Hughes declaran que sería un fraude realizar el plebiscito en estas circunstancias.
El 15 de junio de 1926 el general Lassiter suscribe el "Esquema de razones para requerir una terminación definitiva de los procedimientos plebiscitarios en Tacna y Arica" y declara que es imposible realizarse el plebiscito ya que Chile no garantiza condiciones justas para el voto peruano en Tacna y Arica. La comisión aprueba la moción de Lassiter.

...That a plebiscite to determine the sovereignty of Tacna-Arica cannot be held because of coercion by Chile of Peruvian voters...
Major General Lassiter. junio de 1926

Ante esta declaración, Lassiter fue abucheado por los chilenos y Agustín Edwards no asistió a las sesiones de la comisión. La policía chilena se negó a abrir las puertas del local de la comisión, así que Lassiter tuvo que usar una oficina cercana.
El 21 de junio Lassiter abandona la zona de regreso a su país en la nave Galveston. La comisión peruana instalada se retira el 25 de julio en la nave Ebro. Para evitar represalias 2200 peruanos dejan Tacna y Arica y parte rumbo al Callao en diversas naves.

## El Tratado de Lima

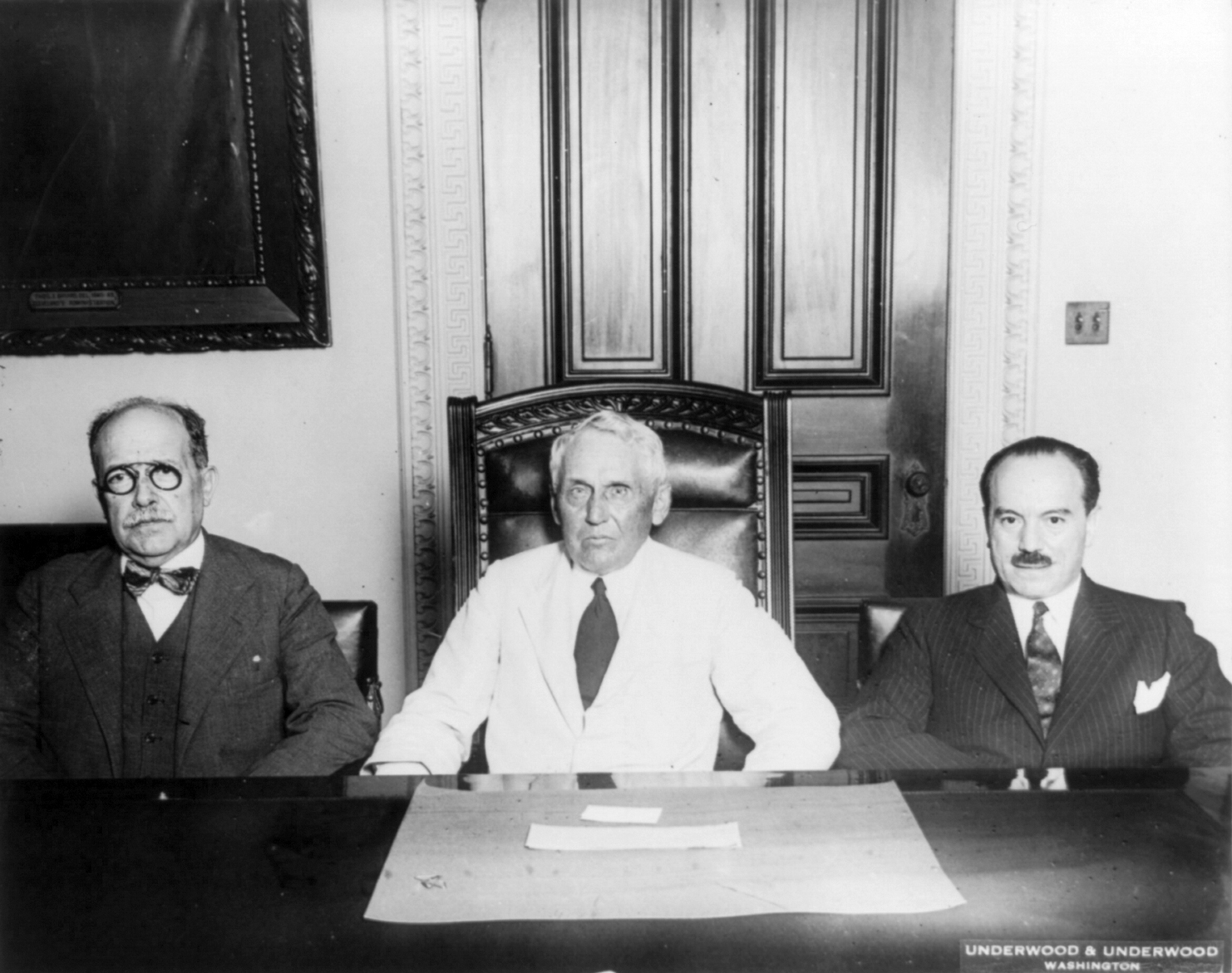
Hernán Velarde (embajador del Perú en EE. UU.), Frank Kellogg (Secretario de Estado de EE. UU.) y Carlos G. Davila (embajador de Chile en EE. UU.), en una reunión realizada en Washington en el marco de las negociaciones por la solución de la Cuestión de Tacna y Arica

El embajador William Collier comunica el 20 de abril de 1926 a Chile que el Perú debía ejercer la soberanía en Tacna y Arica ya que Chile no había cumplido con el artículo 3 del Tratado de Ancón. Los miembros de la delegación estadounidense declaran el 7 de junio de 1926 que el laudo arbitral estaba equivocado.
El 27 de agosto de 1926, Frank Kellogg y Wade Ellis, deciden proponer al Perú y Chile la división del territorio, desde el ferrocarril Arica-La Paz al norte para el Perú y el resto dividido entre Chile y Bolivia. Si no era aceptada que se realice un nuevo arbitraje a cargo del presidente Coolidge. Si no era aceptada Estados Unidos se retiraría del caso.
En conversaciones entre el presidente Leguía y el canciller Figueroa se prepara la propuesta de la división territorial.
Así en 1929, se llega al arreglo mediante la firma del Tratado de Lima, que expresa que "El territorio de Tacna y Arica será dividido en dos partes, Tacna para el Perú y Arica para Chile". El Protocolo Complementario del mismo tratado, de 3 de junio de 1929, establece que el Perú y Chile "no podrán sin previo acuerdo entre ellos, ceder a una tercera potencia la totalidad o parte de los territorios que, en conformidad al Tratado de esta misma fecha, quedan bajo sus respectivas soberanías, ni podrán, sin ese requisito, construir, al través de ellos, nuevas líneas férreas internacionales".
Además se otorgaron otras concesiones para el Perú en Arica, como un muelle y su infraestructura aduanera, la posesión sobre la "Casa de la Respuesta", la posesión sobre la estación del ferrocarril Tacna-Arica y el recorrido de su línea, las fuentes de aguas del Uchusuma y del Maure, entre otras servidumbres.
El 28 de agosto se realiza la Reincorporación de Tacna al Perú.